# رافاييل تاباريز
رافاييل تاباريز (بالإسبانية: Rafael Tabárez)‏ هو لاعب كرة قدم أوروغواياني في مركز الدفاع، ولد في 24 سبتمبر 1984. لعب مع أتليتيكو بروغريسو ‏.

## وصلات خارجية
- رافاييل تاباريز على موقع قاعدة بيانات كرة القدم.إي يو (الإنجليزية)
- رافاييل تاباريز على موقع Soccerway.com (الإنجليزية)